# Partage du poisson
Le partage du poisson est la répartition des captures d'une pêche entre les membres de l'équipage, en général en guise de salaire, la part la plus importante revenant en général au capitaine, patron ou représentant de l'armateur. 

## Explications
Les parts revenant à chacun selon son statut sont généralement fixées avant la pêche. Le partage se fait à bord ou au débarquement. Parfois, comme dans la pêche à la morue au XIXe siècle, seules certaines parties, voire des abats, sont partagées et constituent un complément de salaire.
En Basse-Bretagne, les conditions du partage sur un bateau pouvaient être un sujet de conversation chargé de tabou.